# Fahrenheit 11/9
Fahrenheit 11/9 è un film documentario del 2018 diretto da Michael Moore.
Dopo aver ripreso il tema delle elezioni presidenziali negli Stati Uniti d'America del 2016, già documentate nella sua precedente pellicola Michael Moore in Trumpland - Nella terra di Trump, il regista prosegue raccontando la successiva presidenza di Donald Trump, la cui elezione venne ufficialmente annunciata il 9 novembre 2016, data a cui fa riferimento il titolo del film il quale richiama il precedente film Fahrenheit 9/11 del 2004, con il quale Moore criticò la presidenza di George W. Bush e la sua politica nella guerra al terrorismo.

## Trama
Il documentario inizia il 9 novembre 2016, il giorno successivo delle elezioni presidenziali statunitensi in cui Donald Trump è stato eletto 45º presidente degli Stati Uniti d'America. Moore si interroga su come sia potuto succedere che Trump (definito nella locandina come un "tiranno, bugiardo e razzista" e paragonato a Hitler) abbia potuto "centrare la buca con un colpo solo". Con amara ironia viene rielaborata l'errata campagna elettorale del Partito Democratico, considerato il vero responsabile della vittoria di Trump.
Nel film viene ripreso inoltre il tema della crisi dell'acqua di Flint, gravemente contaminata dal piombo per colpa del malgoverno di politici senza scrupoli, che hanno messo in grande pericolo la salute di migliaia di bambini del Michigan. Moore si chiede come sia possibile uscire dall'attuale situazione politica e vede una possibile risposta per un riscatto nazionale nei movimenti giovanili sorti in seguito al massacro alla Marjory Stoneman Douglas High School e che rivendicano il controllo delle armi.